# 善導之母堂
善導之母堂（英語：Mother of Good Counsel Church）是一座香港天主教教堂，由天主教香港教區管理。位於九龍新蒲崗彩虹道五號（天主教伍華中學），建立於1966年12月19日。

## 堂區服務範圍

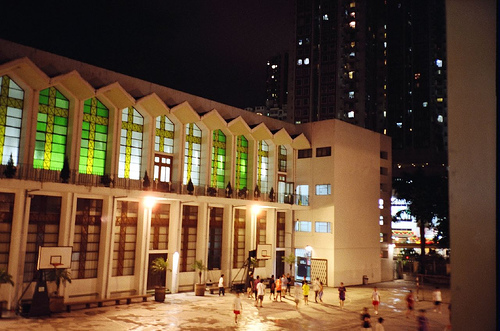
善導之母堂與操場。

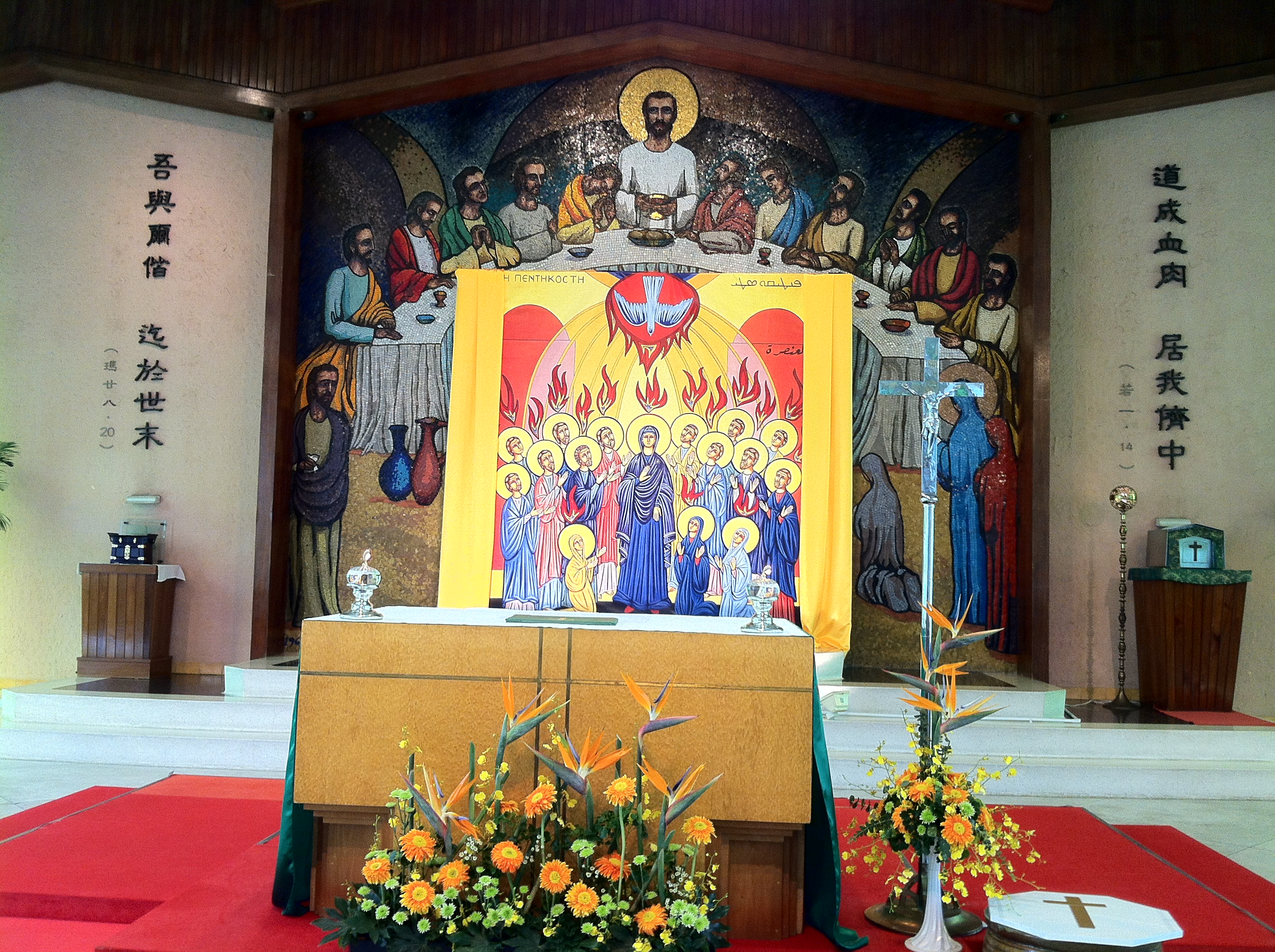
聖堂祭台

善導之母堂區服務範圍，包括黃大仙的啟德機場、黃大仙下邨、東頭邨和采頤花園。為方便教友參與宗教活動，除了善導之母堂外，堂區更包括以下的教堂：
聖雲先小堂（英語：St. Vincent’s Chapel），位於九龍黃大仙下邨正德街102號（黃大仙天主教小學）。於1962年10月31日，建立及祝聖，前身為聖雲先堂。2000年10月1日，聖雲先堂被廢除，更名為小堂，並納入新蒲崗善導之母堂區。

## 堂區歷史

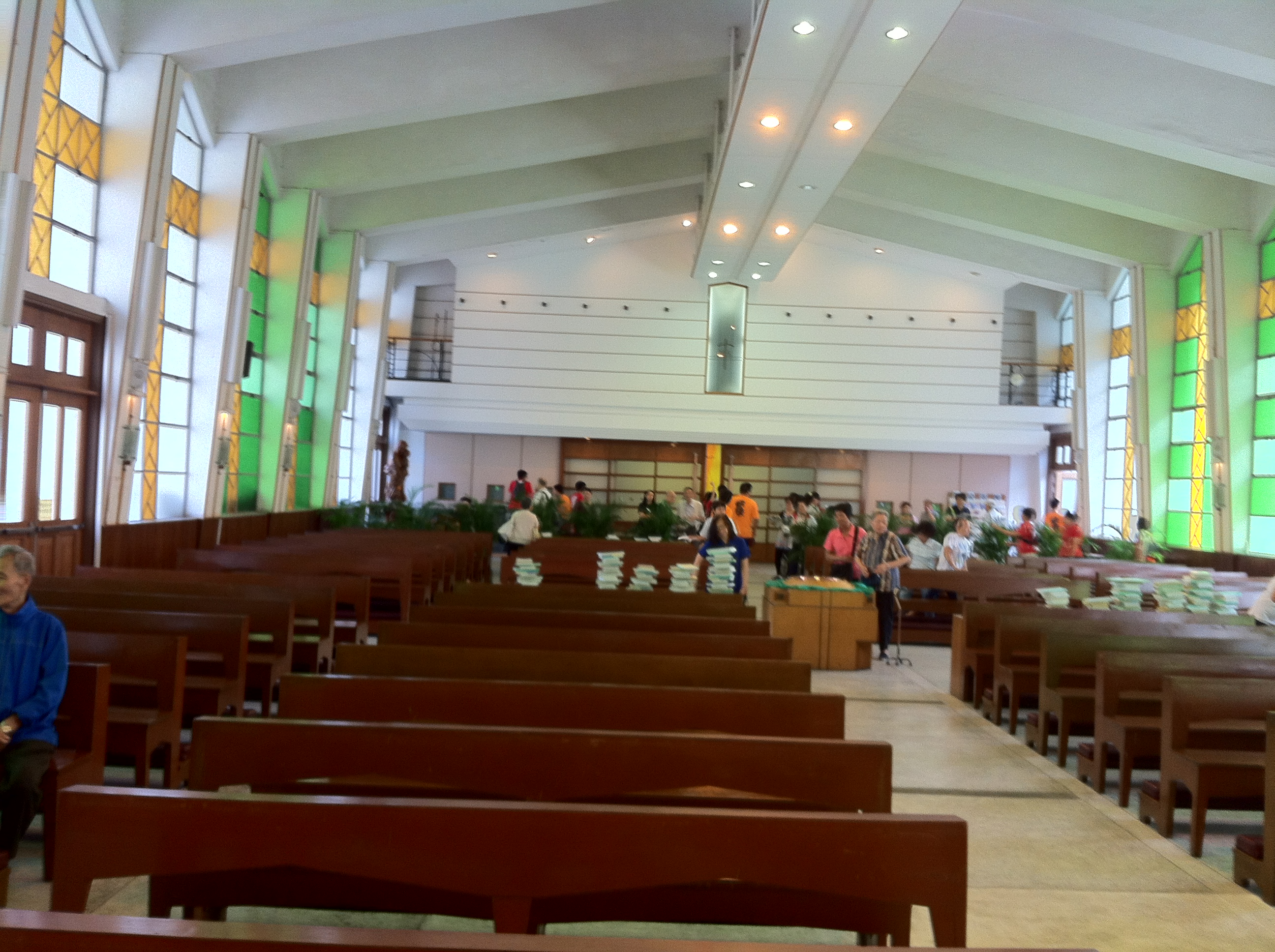
聖堂內貌

善導之母堂是由德國厄森教區（英文：Diocese of Essen）的捐贈興建的三座聖堂之一，而另外兩座聖堂分別是葛達二聖堂和聖歐爾發堂。為表示感謝及紀念他們的恩德，聖堂便按捐贈者的意願而命名。1966年12月19日，聖堂由當時的厄森教區康士伯總主教祝聖。2012年3月24日至30日，德國埃森教區奧弗貝克主教（英文：Franz-Josef Overbeck）率團，再次訪問香港教區。及在27日，主教到訪天主教伍華中學及善導之母堂。。

## 堂區主保
初期教會已有敬禮聖母的傳承。直到1903年，教宗良十三世核准制定善導聖母瞻禮;每年4月26日舉行該瞻禮。善導之母堂另訂每年11月第二主日為堂區主保瞻禮。

## 彌撒及禮儀時間

### 彌撒
- 主日彌撒  善導之母堂

```
        07:30、09:00、11:00(粤語)
        13:00（英語）
        聖雲先小堂
        09:30
```

- 星期六提前主日彌撒：20:00(粤語)
- 平日彌撒：善導之母堂07:15(粤語)

```
        聖雲先小堂18:00
```

### 明供聖體
- 每月第一星期六09:00－12:00

## 外部連結
善導之母堂網站（页面存档备份，存于）